# 赵宇豪
赵宇豪（1993年4月7日—），是一名中国足球运动员，现被中超球队河北外租至河南嵩山龙门。

## 俱乐部生涯
赵宇豪出自杭州绿城青训体系，2011年随杭州绿城梯队组建浙江全运队以温州葆隆的名义参加2011年中国足球乙级联赛，他在2011赛季共获得8次出场机会。赛季结束后，赵啸天回归杭州绿城并在2013年被提升到一队征战2013年中国足球超级联赛。 2013年5月22日，他在2013年中国足协杯第3轮杭州绿城1比0击败业余球队武汉宏兴的比赛首发并踢满全场，首次代表球队在正式比赛出场。 同年9月21日，他在杭州绿城1比1战平武汉卓尔的比赛首发出场，首次亮相中超联赛。
2017年3月2日，赵宇豪正式加盟河北华夏幸福足球俱乐部。